# Trilogie

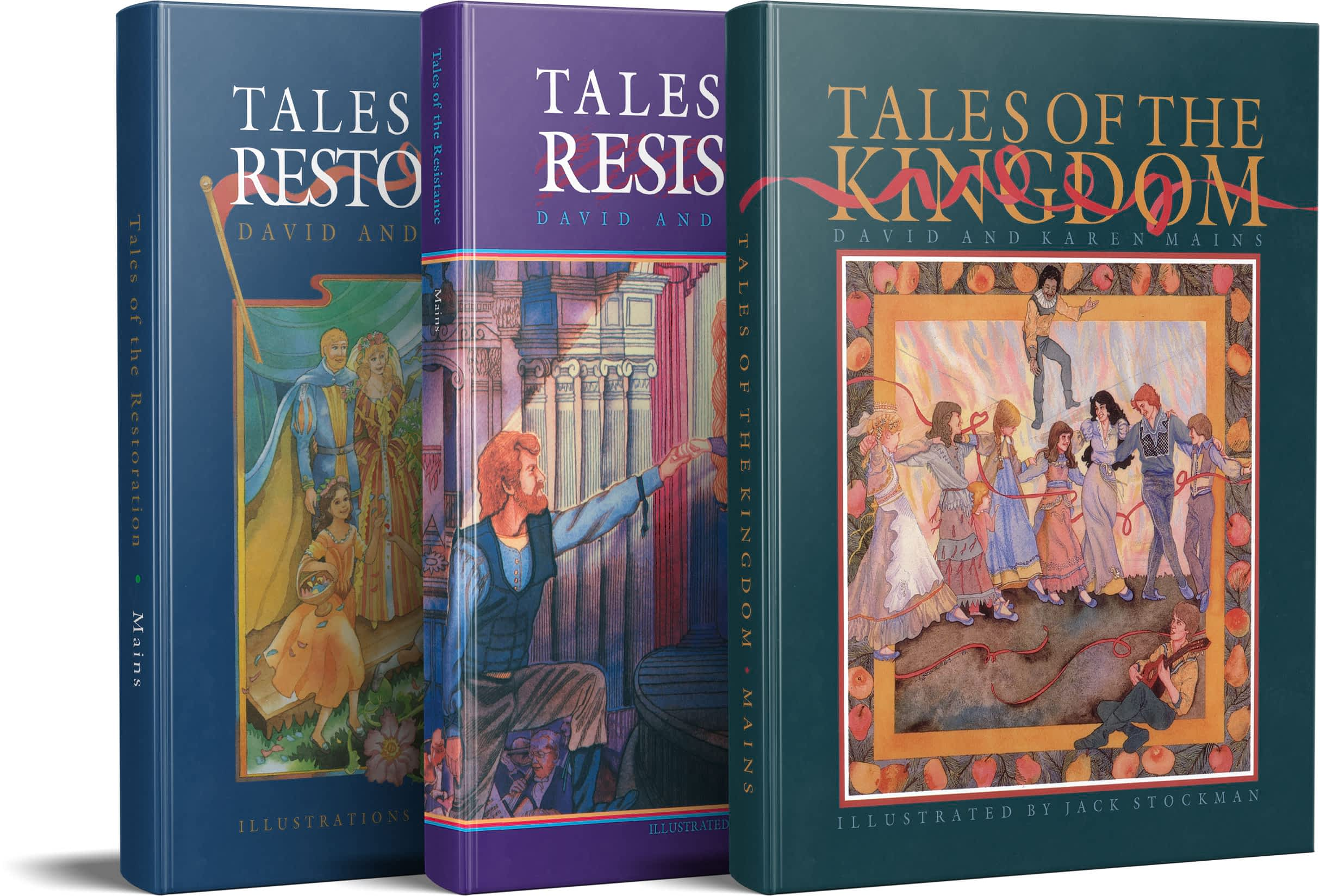
Trilogie Tales of the Kingdom (česky nevydáno)

Trilogie je umělecké dílo, nejčastěji literární, o třech relativně samostatných částech, které spolu souvisejí motivicky, látkově nebo problémově. Původně se tímto názvem označoval antický soubor tří tragédií (doplněný tzv. satyrskou hrou na tetralogii), se kterým soutěžili řečtí básníci v Athénách o slavnostech Dionýsových. Jediná takováto dochovaná trilogie je Oresteia dramatika Aischyla, v níž jsou jednotlivé její části spolu tak úzce obsahově i myšlenkově spjaty, že působí jako jednání jednoho velikého celkového dramatu. U jeho následovníků je trilogické spojení jednotlivých kusů většinou již pouze formální. Je tomu tak například u tzv. „oidipovského cyklu“ dalšího řeckého dramatika Sofokla Oidipús král, Oidipús na Kolóně a Antigona.
Od trilogie je nutno odlišit tzv. triptych (ve výtvarném umění trojdílný oltář nebo obraz, jehož části spolu souvisejí), kterým je možno označovat díla, mající sice tři části, ale vystupující jako jeden celek. Rovněž tak není trilogií rozsáhlý román rozdělený do tří dílů. Z tohoto hlediska není možno za trilogii považovat například Pána prstenů anglického spisovatele J. R. R. Tolkiena.

## Příklady trilogií

### Divadelní hry
- Aischylos: Oresteia (Agamemnón, Ženy přinášející úlitbu, Usmířené Lítice)
- Pierre-Augustin Caron de Beaumarchais: Lazebník sevillský, Figarova svatba, Provinilá matka
- Knut Hamsun: U bran království, Hra života, Večerní červánky
- Alois Jirásek: Jan Hus, Jan Žižka, Jan Roháč
- Eugene O'Neill: Smutek sluší Elektře
- Alexandr Vasiljevič Suchovo-Kobylin: Dramatické trilogie (Svatba Krečinského, Proces, Smrt Tarelkinova)
- Romain Rolland: Tragédie víry (Svatý Ludvík, Aertes, Vítězství rozumu)
- George Bernard Shaw: Hry neutěšené (Domy pana Sartoria, Záletník Leonard, Živnost paní Warrenové)
- Friedrich Schiller: Valdštejn (Valdštejnův tábor, Piccolominiové, Valdštejnova smrt)
- Sofokles: Oidipús král, Oidipús na Kolónu, Antigona
- Alexej Konstantinovič Tolstoj: Smrt Ivana Hrozného, Car Fjodor, Car Boris

### Próza
- Brian Aldiss: Helikónie (Jaro, Léto, Zima).
- Kevin J. Anderson: Akademie Jedi (Hledání Jedi, Nositelé síly, Temný učedník).
- Isaac Asimov: Nadace, Nadace a říše, Druhá nadace (považováno díky jednotícímu příběhu za trilogii, ačkoliv autor dopsal další díly).
- Honoré de Balzac: Otec Goriot, Ztracené iluze, Lesk a bída kurtizán.
- Pío Baroja: Boj o život (Lačnost, Verbež, Rudá jitřenka).
- Božena Benešová: Úder, Podzemní plameny, Tragická duha.
- Hermann Broch: Náměsíčníci (Pasenow neboli Romantika, Esch neboli Anarchie, Huguenau neboli Věcnost).
- Pearl S. Bucková: Hliněný dům (Dobrá země, Synové, Rozdělený dům).
- Italo Calvino: Naši předkové (Rozpůlený vikomt, Neexistující rytíř, Baron na stromě).
- Elias Canetti: Zachráněný jazyk, Pochodeň v uchu, Hra očí.
- Louis-Ferdinand Céline: Od zámku k zámku, Sever, Skočná.
- Joseph Conrad: Malajská trilogie (Almayerův vzdušný zámek, Vyhnanec z ostrovů, Záchrana).
- Karel Čapek: Hordubal, Povětroň, Obyčejný život.
- František Josef Čečetka: Husitská trilogie (Ve lví stopě, Sirotci, Husitský král).
- John Dos Passos: USA (Dvačtyřicátá rovnoběžka, Devatenáct set devatenáct, Haldy peněz).
- Theodore Dreiser: Trilogie touhy (Finančník, Titán, Stoik).
- Alexandre Dumas starší: Bílí a modří, Družina Jehu, Rytíř de Sainte-Hermine.
- Alexandre Dumas starší: Královna Margot, Paní z Monsoreau, Králův šašek.
- Alexandre Dumas starší: Tři mušketýři, Tři mušketýři po dvaceti letech, Tři mušketýři ještě po deseti letech.
- Jaroslav Durych: Bloudění: Větší valdštejnská trilogie.
- Jaroslav Durych: Rekviem: Menší valdštejnská trilogie (Kurýr, Budějovická louka, Valdice).
- Valerio Evangelisti: Nostradamus (Proroctví, Podovod, Propast).
- Johan Fabricius: Italská trilogie (Jeli tudy komedianti, Melodie dálek, Tanec kolem šibenice).
- William Faulkner: Rodina Snopesů (Vesnice, Město, Panské sídlo).
- Lion Feuchtwanger: Čekárna (Úspěch, Oppermanové, Vyhnanství).
- Lion Feuchtwanger: Josephus Flavius (Židovská válka, Synové, Zaslíbená země).
- František Flos: Lovci orchidejí,  V pralesích Ekvádoru, Pod sluncem rovníkovým.
- Jaroslav Foglar: Dobrodružství v temných uličkách (Záhada hlavolamu, Stínadla se bouří, Tajemství Velkého Vonta).
- Norbert Frýd: Tři malé ženy (Ztracená stuha, Kat nepočká, Živá socha).
- John Galsworthy: Sága rodu Forsytů (Vlastník, V pasti, K pronajmutí).
- John Galsworthy: Moderní komedie (Bílá opice, Stříbrná lžička, Labutí zpěv).
- John Galsworthy: Konec kapitoly (Dychtivé mládí, Napříč proudem, Kvetoucí pustina).
- William Gibson: Trilogie Sprawlu (Neuromancer, Hrabě Nula, Zběsilá jízda).
- Maxim Gorkij: Dětství, Do světa, Moje univerzity.
- Günter Grass: Gdaňská trilogie (Plechový bubínek, Kočka a myš, Psí léta).
- Svatopoluk Hrnčíř: Ostrov Uctívačů ginga, Poklad Uctívačů ginga, Maják Uctívačů ginga
- Knut Hamsun: Podzimní hvězdy, Tlumeně hude poutník, Poslední radost.
- Bohumil Hrabal: Městečko u vody (Postřižiny, Krasosmutnění, Harlekýnovy milióny).
- C. J. Cherryh: Stárnoucí slunce (Kesrith, Shon'Jir, Kutath).
- Józef Ignacy Kraszewski: Slezská trilogie (Hraběnka Kozelská, Brühl, Ze sedmileté války).
- Alois Jirásek: Bratrstvo (Bitva u Lučence, Mária, Žebráci).
- Alois Jirásek: Mezi proudy (Dvojí dvůr, Syn ohnivcův, Do tří hlasů).
- Selma Lagerlöfová: Löwensköldův prsten, Charlotte Löwensköldová, Anna Swärdová.
- Clive Staples Lewis: Kosmická trilogie (Návštěvníci z mlčící planety, Perelandra, Ta obludná síla).
- Arnošt Lustig: Colette, dívka z Antverp, Tanga, dívka z Hamburku, Lea, dívka z Leeuwardenu.
- Vojtěch Martínek: Černá země (Jakub Oberva, Plameny, Země duní).
- Vojtěch Martínek: Kamenný řád (Kamenný řád, Meze, Ožehlé haluze).
- Jiří Mařánek: Rožmberská trilogie (Barbar Vok, Romance o Závišovi, Petr Kajícník).
- Karl May: V zemi Mahdího (Lovci lidí, Mahdí, V Súdánu)
- Henry Miller: Růžové ukřižování (Plexus, Nexus, Sexus).
- Ondřej Neff: Milénium (Země ohrožená, Země bojující, Země vítězná).
- Vladimír Neff: Královny nemají nohy, Prsten Borgiů, Krásná čarodějka.
- Karel Nový: Železný kruh (Samota Křešín, Srdce ve vichru, Tváří v tvář).
- Marie Pujmanová: Lidé na křižovatce, Hra s ohněm, Život proti smrti.
- Władysław Reymont: Rok 1794 (Poslední sněm republiky, Nil desperandum, Povstání).
- Bohumil Říha: Přede mnou poklekni, Čekání na krále, A zbyl jen meč.
- Rafael Sabatini: Odysea kapitána Blooda, Návrat kapitána Blooda, Štěstěna kapitána Blooda.
- Emilio Salgari: Rudoši (Na pomezí dálného západu, Lovkyně skalpů, Hořící lesy).
- Henryk Sienkiewicz: Malá trilogie (Starý sluha, Haňa, Selim Mirza).
- Henryk Sienkiewicz: Trilogie (Ohněm a mečem, Potopa, Pan Wołodyjowski).
- Ludvík Souček: Cesta slepých ptáků, Runa rider, Sluneční jezero.
- Josef Škvorecký: Smutek poručíka Borůvky, Konec poručíka Borůvky, Návrat poručíka Borůvky:
- Alexej Nikolajevič Tolstoj: Křížová cesta (Sestry, 1918, Ponuré ráno).
- Lev Nikolajevič Tolstoj: Dětství, Chlapectví, Jinošství.
- Sigrid Undsetová: Kristina Vavřincová (Věnec, Paní, Kříž).
- Ludmila Vaňková: Lucemburská trilogie (První muž království, Rab z Rabštejna, Roky před úsvitem).
- Ludmila Vaňková: Rozděl a panuj (Ty jsi dědic svého otce, Jsme jedné krve, Vězení pro krále).
- Jules Verne: Děti kapitána Granta, Dvacet tisíc mil pod mořem, Tajuplný ostrov.
- Timothy Zahn: Thrawnova trilogie (Dědic impéria, Temná síla na vzetupu, Poslední povel).
- Émile Zola: Tři města (Lurdy, Řím, Paříž).
- Jaroslav Žák: Bohatýrská trilogie (Budulínek a Matlafousek aneb Vzpoura na parníku Primátor Ditrich, Dobrodružství šesti trampů aneb Nové pověsti české, Z tajností žižkovského podsvětí).

### Hudba
- Zdeněk Fibich a Jaroslav Vrchlický: Hippodamie (Námluvy Pelopovy, Smír Tantalův, Smrt Hippodamie).
- Ottorino Respighi: Římská trilogie (Římské fontány, Římské pínie, Římské slavnosti).
- Josef Suk starší: Pohádka léta, Zrání, Epilog.
- Richard Wagner: Prsten Nibelungův (Valkýra, Siegfried, Soumrak bohů), pokud úvodní část Zlato Rýna považujeme za prolog.
- Giacomo Puccini: Triptych - Plášť, Sestra Angelica, Gianni Schicchi

### Film
Označení filmová trilogie je pojem mnohdy velice zavádějící, neboť u komerčně úspěšných filmů mohou být dotáčena jejich další pokračování. Nikdo proto nemůže říci, zdali to, co je dnes charakterizováno jako trilogie, nebude zítra tetralogií, pentalogií resp. filmovou sérií. Tak například série sci-fi filmů o Vetřelci mohla být jako trilogie označována od roku 1992 do roku 1997, kdy byl natočen díl čtvrtý. Kromě toho je běžné, že jednotlivé díly takovýchto trilogií mají různé režiséry, takže se dá jen těžko mluvit o nějakém jednotícím uměleckém záměru. Může se také stát, že je postupně natočena trojice podobných filmů, která má společného hlavního představitele a velmi podobné názvy, o klasickou trilogii se přitom ale de facto nejedná. Takovým případem je trojice snímků Muž z Ria, Muž z Hongkongu a Muž z Acapulca, kde hraje Jean-Paul Belmondo. V kinematografii má proto tento pojem stálý smysl pouze u výrazně časově ohraničených nebo již definitivně uzavřených děl.
- Blade (režie Stephen Norrington), Blade 2 (režie Guillermo del Toro), Blade: Trinity (režie David S. Goyer)
- Bláznivá střela, Bláznivá střela 2 a 1/2 (režie obou: David Zucker), Bláznivá střela 33 a 1/3 (režie Peter Segal)
- Dolarová trilogie (Pro hrst dolarů, Pro několik dolarů navíc, Hodný, zlý a ošklivý), režie Sergio Leone
- Fantomas, Fantomas se zlobí, Fantomas kontra Scotland Yard, režie André Hunebelle
- Hobit (Neočekávaná cesta, Šmakova dračí poušť, Bitva pěti armád)
- Hunger Games (Hunger Games, Vražedná pomsta, Síla vzdoru)
- Husitská revoluční trilogie (Jan Hus, Jan Žižka, Proti všem), režie Otakar Vávra
- Hvězdné války - prequel trilogie: Skrytá hrozba, Klony útočí, Pomsta Sithů, režie George Lucas
- Hvězdné války - původní trilogie: Nová naděje (režie George Lucas), Impérium vrací úder (režie Irvin Kershner), Návrat Jediů (režie Richard Marquand)
- Hvězdné Války - sequel trilogie: Star Wars: Síla se probouzí (režie J. J. Abrams), Star Wars: Poslední z Jediů (režie Rian Johnson), Star Wars: Vzestup Skywalkera (režie J. J. Abrams)
- Kmotr, Kmotr II, Kmotr III, režie Francis Ford Coppola
- Návrat do budoucnosti I, Návrat do budoucnosti II, Návrat do budoucnosti III, režie Robert Zemeckis
- Policajt v Beverly Hills 1 (režie Martin Brest), Policajt v Beverly Hills 2 (režie Tony Scott), Policajt v Beverly Hills 3 (režie John Landis)
- Slunce, seno, jahody, Slunce, seno a pár facek, Slunce, seno, erotika, režie Zdeněk Troška
- Spider-Man, Spider-Man 2, Spider-Man 3, režie Sam Raimi
- X-Men, X-Men 2 (režie obou: Bryan Singer), X-Men: Poslední vzdor (režie Brett Ratner)
- Pán prstenů: Společenstvo Prstenu, Pán prstenů: Dvě věže, Pán prstenů: Návrat krále, režie Peter Jackson
- Osada Havranů, Na Veliké řece, Volání rodu, režie Jan Schmidt
- Sissi, Sissi, mladá císařovna, Sissi, osudová léta císařovny, režie Ernst Marischka
- Princ a já, Princ a já 2 (režie Martha Coolidge), Princ a já 3 - Královské líbánky (režie Catherine Cyranová )
- Polda a bandita, Polda a bandita 2, Polda a bandita 3, režie Hal Needham
- Hospoda ve Spessartu, Strašidla ze Spessartu, Zlaté časy ve Spessartu, režie Kurt Hoffmann
- Dny zrady, Sokolovo, Osvobození Prahy, režie Otakar Vávra
- Chléb, láska a fantasie, Chléb, láska a žárlivost (režie Luigi Comencini), Chléb, láska a... (režie Dino Risi)
- Tři Švédky v Tyrolích, (režie Siegfried Rothemund), Tři Švédky v Tyrolích 2, (režie Franz Josef Gottlieb), Tři Švédky v Hamburku (režie Walter Boos)
- Dva nosáči a rádio, Dva nosáči a video (režie Siegfried Rothemund), Dva nosáči tankují super (režie Dieter Pröttel)
- Dannyho parťáci, Dannyho parťáci 2, Dannyho parťáci 3, režie Steven Soderbergh
- Fimfárum Jana Wericha, Fimfárum 2, Fimfárum - Do třetice všeho dobrého (animovaná trilogie - různí režiséři)
- Ecce homo Homolka, Hogo fogo Homolka, Homolka a tobolka, režie Jaroslav Papoušek
- Kam se poděla sedmá rota?, Návrat sedmé roty, Sedmá rota za úplňku, režie Robert Lamoureux
- Velmi nebezpečné známosti, Velmi nebezpečné známosti 2 (režie obou: Roger Kumble), Velmi nebezpečné známosti 3 (režie Scott Ziehl)
- 9 a 1/2 týdne (režie Adrian Lyne), 9 1/2 týdne II (režie Anne Goursaud), The First 9½ Weeks (režie Alex Wright)
- Byl jednou jeden polda, Byl jednou jeden polda II - Major Maisner opět zasahuje!, Byl jednou jeden polda III - Major Maisner a tančící drak, režie Jaroslav Soukup
- Svéráz národního lovu, Svéráz národního rybolovu, Svéráz národního lovu v zimě, režie Alexandr Rogožkin
- Qatsi trilogie (Koyaanisqatsi, Powaqqatsi, Naqoyqatsi), režie Godfrey Reggie